# Larsen Warner

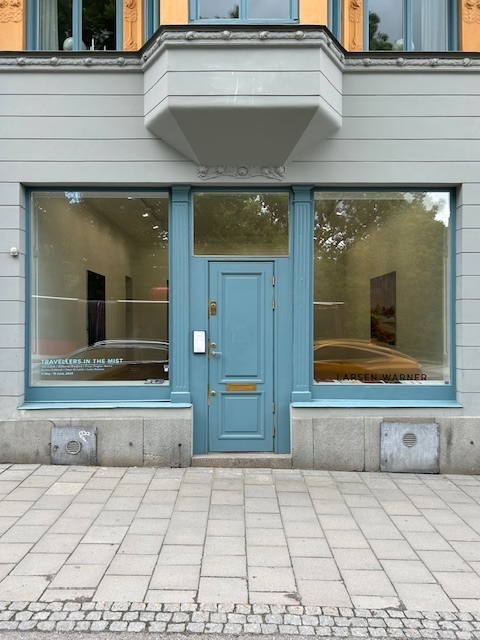
Larsen Warner på Sturegatan 28.

Larsen Warner är ett galleri i Stockholm med fokus på samtida internationell konst. Galleriet grundades 1996 av Christian Larsen med inriktning på konstnärlig innovation och representerar både nya och etablerade konstnärer. Galleriet fungerar på den svenska konstscenen som en plattform för konstnärliga uttryck och samtida diskussioner. Med starka band till museer och kuratorer främjar galleriet konstnärlig utveckling och skapar möjligheter för konstnärer, samlare och konstentusiaster att interagera. Utställningarna omfattar olika konstnärliga medier såsom måleri, skulptur, installationer, video och digital konst.

## Historia
Sedan starten 1996 har galleriet arrangerat över 150 utställningar med skandinaviska och internationella konstnärer. Galleriet Christian Larsen öppnade ursprungligen på Karlavägen 20 på Östermalm i Stockholm med den amerikanska fotografen Sally Manns första utställning i Europa. År 2007 flyttade Christian Larsen till Hudiksvallsgatan 8 i Stockholm, med en öppningsutställning av den argentinska konstnären Tomás Saraceno. 2019 flyttade galleriet till Sturegatan 28 nära Stockholm centrum, vilket sammanföll med ett intensivare samarbete mellan Christian Larsen och galleriets direktor Darren Warner som flyttat till Stockholm från London. Galleriets namn Christian Larsen ändrades då efter 25 år till Larsen Warner. Galleriet fortsätter att utveckla sitt utställningsprogram med internationellt uppmärksammade konstnärer som bland andra Marina Adams, Frank Bowling, Ron Gorchov, Ryan Mosley, Andi Fischer, Leiko Ikemura, Sarah Berman, Freya Douglas-Morris, Raghav Babbar, Elsa Rouy, Cooper & Gorfer och Takuro Kuwata. Galleriet har även deltagit på internationella konstmässor som Armory Show i New York, Art Brussels, Shanghai Art samt Chart och Enter Art Fair i Köpenhamn.

## Utställningar och Konstnärer
Larsen Warner arrangerar årligen cirka åtta utställningar. Konstnärer som deltagit i dessa solo eller grupputställningar inkluderar bland andra: Frank Bowling, Rose Wylie, Marina Adams, Ron Gorchov, Robert Mangold, Robert Mapplethorpe, Ryan Mosley, Richard Nonas, Louise Lawler, Sophie von Hellerman, Sally Mann, Ed Clark, Katharina Grosse, Faith Ringgold, Tomás Saraceno, Ross Bleckner, Tracey Moffatt, Lynn Davis, John Körner, Atelier Van Lieshout, Takuro Kuwata, Tom Anholt, Alex Katz, Chantal Joffe, Guy Yanai, Gavin Turk, William Wegman, Sam Samore, Hans Josephsohn, Basil Beattie, Martha Edelheit, Joakim Ojanen, Anton Alvarez, Anna Camner, Karin Broos, Christine Ödlund, Ann-Sofi Sidén, Matti Kallioinen, Jennifer Rochlin, Charlotte Gyllenhammar, Anders Widoff, Max Book, Miriam Bäckström, Lisa Jeannin, Viktor Rosdahl Christian-Pontus Andersson, Britta Marakatt-Labba, Karl Holmqvist, Paulina Wallenberg-Ollson och Disa Rytt. 